# Santa Maria de Sardoura
Pour les articles homonymes, voir Santa Maria.
Santa Maria de Sardoura est une paroisse civile portugaise (en portugais : freguesia) de la municipalité de Castelo de Paiva dans le district d'Aveiro.

## Géographie
Santa Maria de Sardoura est bordée au nord par le Douro. La rivière Sardoura se jette dans le Douro sur son territoire et sépare la paroisse de São Martinho de Sardoura. Santa Maria de Sardoura voit également la confluence du Douro et du Tâmega au nord de son territoire.

## Démographie
Lors du recensement de 2021, Santa Maria de Sardoura compte 2 274 habitants.